# Ralph Branca
Pour les articles homonymes, voir Branca.
Ralph Theodore Joseph Branca, né le 6 janvier 1926 à Mount Vernon (New York) aux États-Unis, mort le 23 novembre 2016 à Rye (New York) aux États-Unis, est un joueur américain de baseball évoluant en Ligue majeure de baseball de 1944 à 1956. Trois fois sélectionné au match des étoiles (1947, 1948 et 1949), il participe avec les Dodgers à deux éditions des Séries mondiales (1947 et 1949).

## Carrière

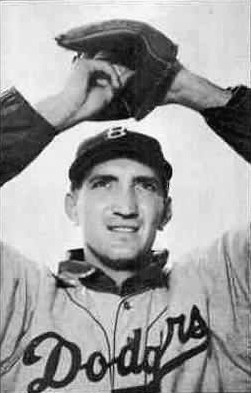
Ralph Branca en 1953.

Après des études secondaires à la Davis High School de Mount Vernon (New York), Ralph Branca suit des études supérieures à l'université de New York.
Branca ne s'attarde pas longtemps sur les bancs de l'université, et rejoint dès 1943 les rangs du baseball professionnel en signant avec les Olean Oilers en Pony League. Appelé rapidement en Ligue majeure en raison du départ dans l'armée de nombreux joueurs, il fait ses débuts au plus haut niveau le 12 juin 1944 avec les Dodgers de Brooklyn.
Il est déterminant quand la quête du titre de champion de la Ligue nationale en 1947 en accumulant 21 victoires sur 280 manches lancées en saison régulière. Il n'a que 21 ans. Excellent lors des deux premiers mois de la saison 1948 (huit victoires après sept semaines de compétitions), il doit ensuite composé avec des blessures pour terminer la saison sur 14 victoires et 9 défaites.
Branca est l'un des protagonistes de fameux match Dodgers-Giants du 3 octobre 1951. C'est lui qui effectue le lancer sur lequel Bobby Thomson frappe le Shot Heard 'Round the World.
Mis en ballottage, il rejoint les Tigers de Détroit le 10 juillet 1953. Libéré de son contrat chez les Tigers le 11 juillet 1954, Branca s'engage avec les Yankees de New York le 22 juillet 1954. Libéré par les Yankees le 19 octobre 1954, il retrouve les Ligues majeures en 1956 avec les Dodgers avant de prendre sa retraite sportive.